# أندون (تصنيع)

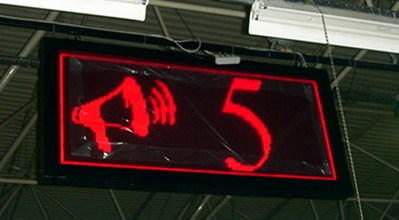
شاشة الأندون

أندون (باليابانية アンドン, あんどん, 行灯) وتعني الضوء حيث يجب التوجه، الاسم مشتق من المصباح الورقي التقليدي. أما في الصناعة فهو نظام لإخطار الإدارة، الصيانة أو العمال عن عطل يطرأ على آلة ما. يتم تشغيل النظام إما يدويًا من قبل العامل أو بواسطة نظام اكتشاف الأعطال، ويمكن في بعض الحالات إيقاف منظومة الإنتاج لتفادي الأخطاء. يتم إطلاق الإنذار عبر تشغيل شاشة الأندون مرفقة في أغلب الأحيان بإنذار صوتي.
يشكل الأندون جزءًا رئيسيًا من الجيدوكا المعتمدة بشكل رئيسي في التويوتية والتصنيع لين. يتم إطلاق الإنذار لأسبابٍ عديدة كالنقص في القطع أو في المواد الأولية أو لاستدراك خطأ في سلسلة التصنيع أو لخطأ تم اكتشافه.